# His Athletic Wife
His Athletic Wife est un film muet américain sorti en 1913.

## Fiche technique
- Date de sortie :  États-Unis : 27 août 1913

## Distribution
- Wallace Beery[1] : Mr Strong
- Gertrude Forbes : Mrs Strong